# Humorist
Humorist je pojam koji u širem značenju označava autora (pisca) ili izvođača (glumca) humorističnih djela, odnosno u zagonetačkom smislu autora stihovnih ili onih zagonetki koje su šaljiva sadržaja, poput aforizama.
Humorist u širem smislu može biti redatelj humorističnih serija, filmskih ili kazališnih komedija (komediograf), satiričar, pisac kozerija ili humoreski, stand-up komičar, ali i komičar općenito ili strip-crtač, vic-maher itd.
Poznati književnici-humoristi su Jaroslav Hašek, Ephraim Kishon, Mark Twain, Douglas Adams, Pajo Kanižaj, Grga Rupčić...
Poznati humoristi među strip-crtačima su Walter Neugebauer, Ivica Bednjanec, Srećko Puntarić...
Poznati humoristi u komediografskom smislu su Moliere, Ion Luca Caragiale, Miro Gavran...
Poznati humoristi u zagonetačkom smislu su Ivo Mijo Andrić, Nikola Bićanić... 